# Slik (geologi)
 For alternative betydninger, se Slik (flertydig). (Se også artikler, som begynder med Slik)
Slik er fint ler, der aflejres på marskkysterne i Syd- og Sønderjylland. Aflejringsprocessen hænger sammen med tidevandet. Under højvande, "flod", føres det finkornede materiale ind med vandet, og under lavvande, "ebbe", kittes det sammen, mens området er tørlagt.
Marskaflejringer ligger i sags natur lavt og må beskyttes af diger, hvis de skal bruges til kvæghold eller dyrkning. Ved Vadehavet samles slik i slikgårde for dermed at øge aflejringstempoet, så der dannes mere landjord.